# Square de la Raffinerie-Say
Le square de la Raffinerie-Say est un espace vert du 13e arrondissement de Paris, en France. 

## Situation et accès
Il est accessible par le 147, boulevard Vincent-Auriol, la rue Yéo-Thomas et la rue Nationale.
Il est desservi par la ligne 6 à la station Nationale.

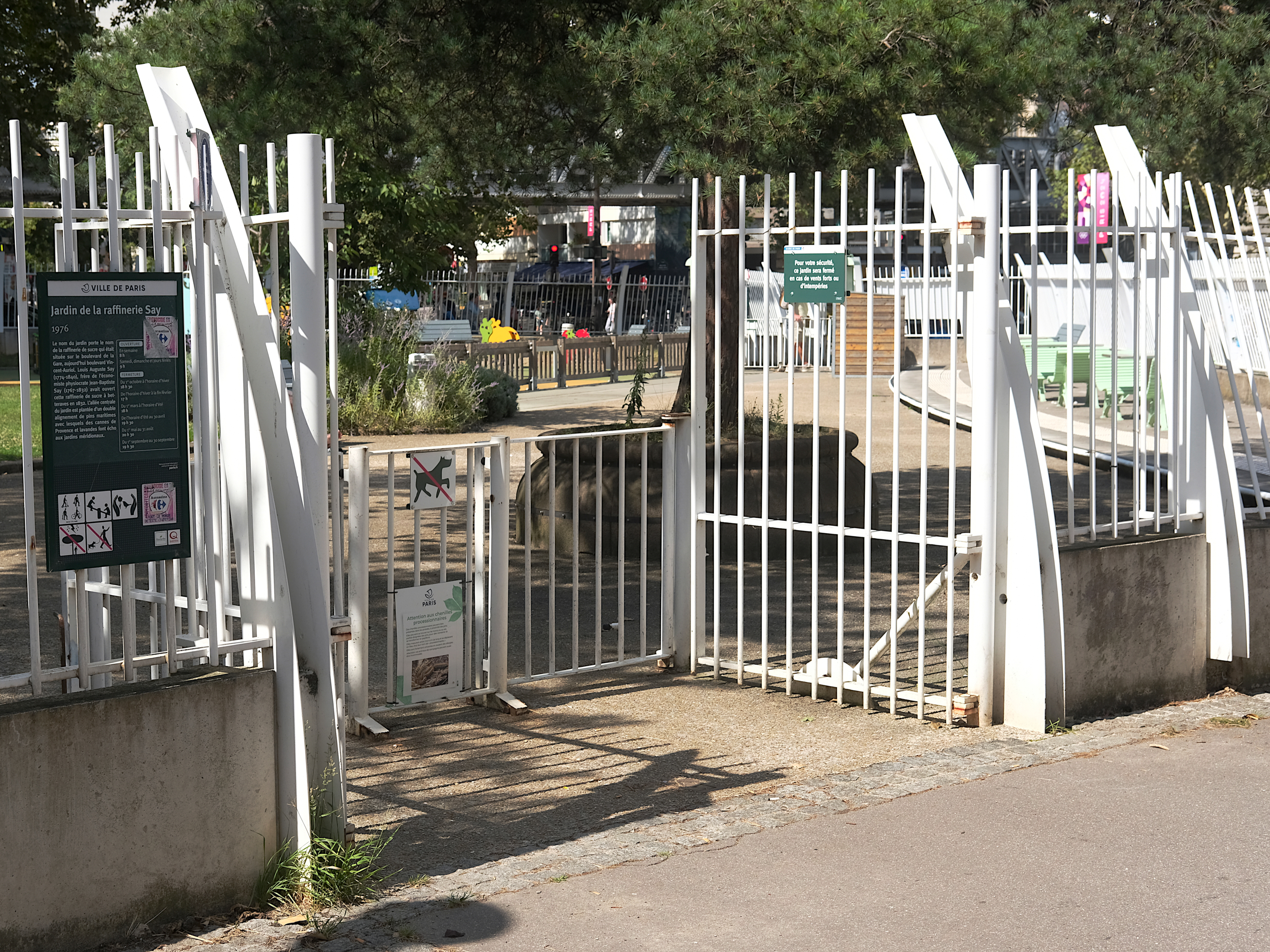
Une entrée.
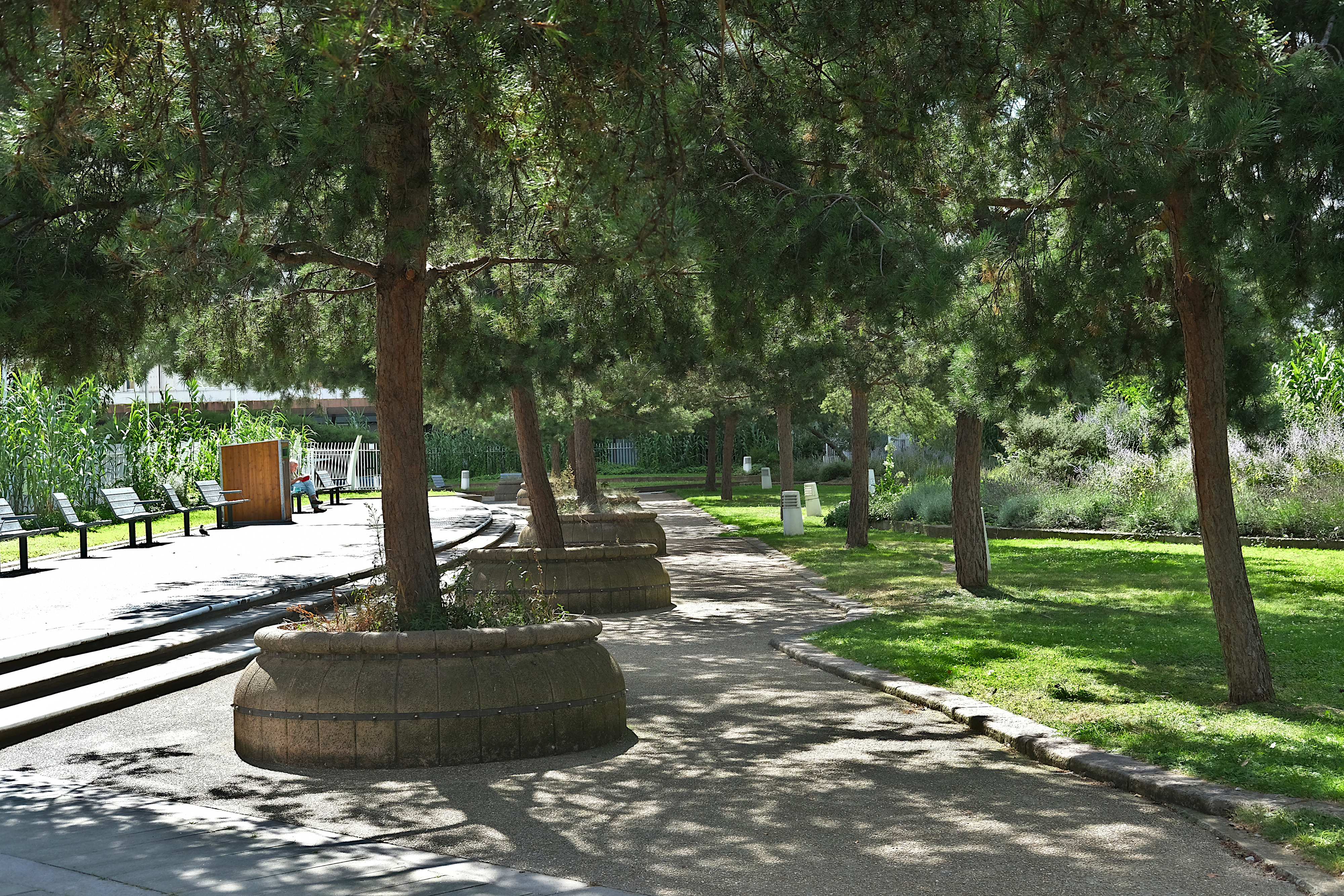
Une allée.

## Origine du nom
Il porte le nom de la raffinerie de sucre Say fondée par Louis Say. La raffinerie était précisément située entre le boulevard Vincent-Auriol, la rue Jeanne-d'Arc, la rue Clisson et la rue Dunois (entrée principale 123 boulevard Vincent-Auriol).

## Historique

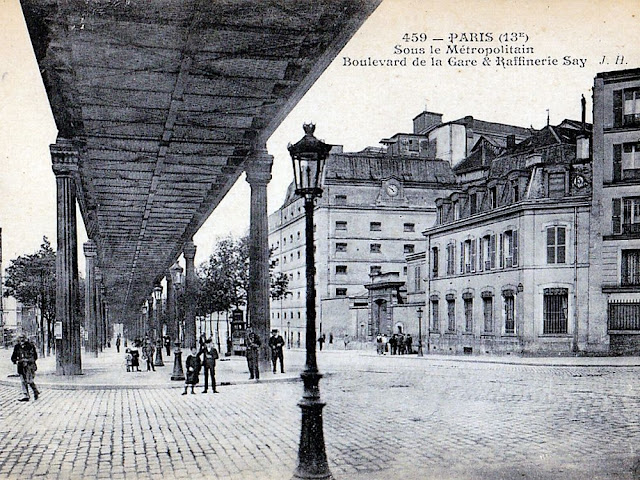
Carte postale de la raffinerie du boulevard de la Gare (boulevard Vincent-Auriol).

Situé à l'emplacement de la raffinerie Say achetée en 1832 par Louis Say, le jardin est créé en 1976 sous le nom de « jardin de l'Îlot-4 », avant de prendre en 2006 le nom de « jardin de la Raffinerie-Say ».  
D'une superficie totale de 5 400 m2, dont 180 m2 dédiés à une terrasse de détente, il est planté de pins maritimes et possède une aire de jeux pour les enfants.
Depuis 2007, le chemin piéton le traversant se nomme l'allée Django-Reinhardt.